# Marie Švecová
Marie Švecová (17. července 1909 – 1. září 1996) byla česká herečka, která se proslavila rolí drbny Kelišové v trilogii Slunce, seno… Zdeňka Trošky.

## Život
Narodila se 17. července roku 1909 v tehdejším Rakousku-Uhersku. O jejím mládí není mnoho dostupných informací. Herectví nebylo její původní zaměstnání. Jedinou a nezapomenutelnou roli jí dal režisér Zdeněk Troška ve filmu Slunce, seno, jahody z roku 1983. Film byl velmi úspěšný, a proto dostal další dvě pokračování.
Herci a přátelé ji popisovali jako ženu s humorem, co nezkazí žádnou srandu. Byla velmi přátelská a během natáčení filmu celému štábu vařila.
Po dotočení trilogie Slunce, seno... již v žádném filmu nehrála. Když do Hoštic začali jezdit turisté, prováděla je po celé vesnici a vyprávěla jim historky. Na provádění turistů si založila byznys.[zdroj?]
Její sestřenice Marie Pilátová v trilogii Slunce, seno... ztvárnila postavu sousedky Konopníkové.
Zemřela 1. září roku 1996.

## Filmografie
- Slunce, seno, jahody (1983)
- Slunce, seno a pár facek (1989)
- Slunce, seno, erotika (1991)